# Stanisław Głazowski

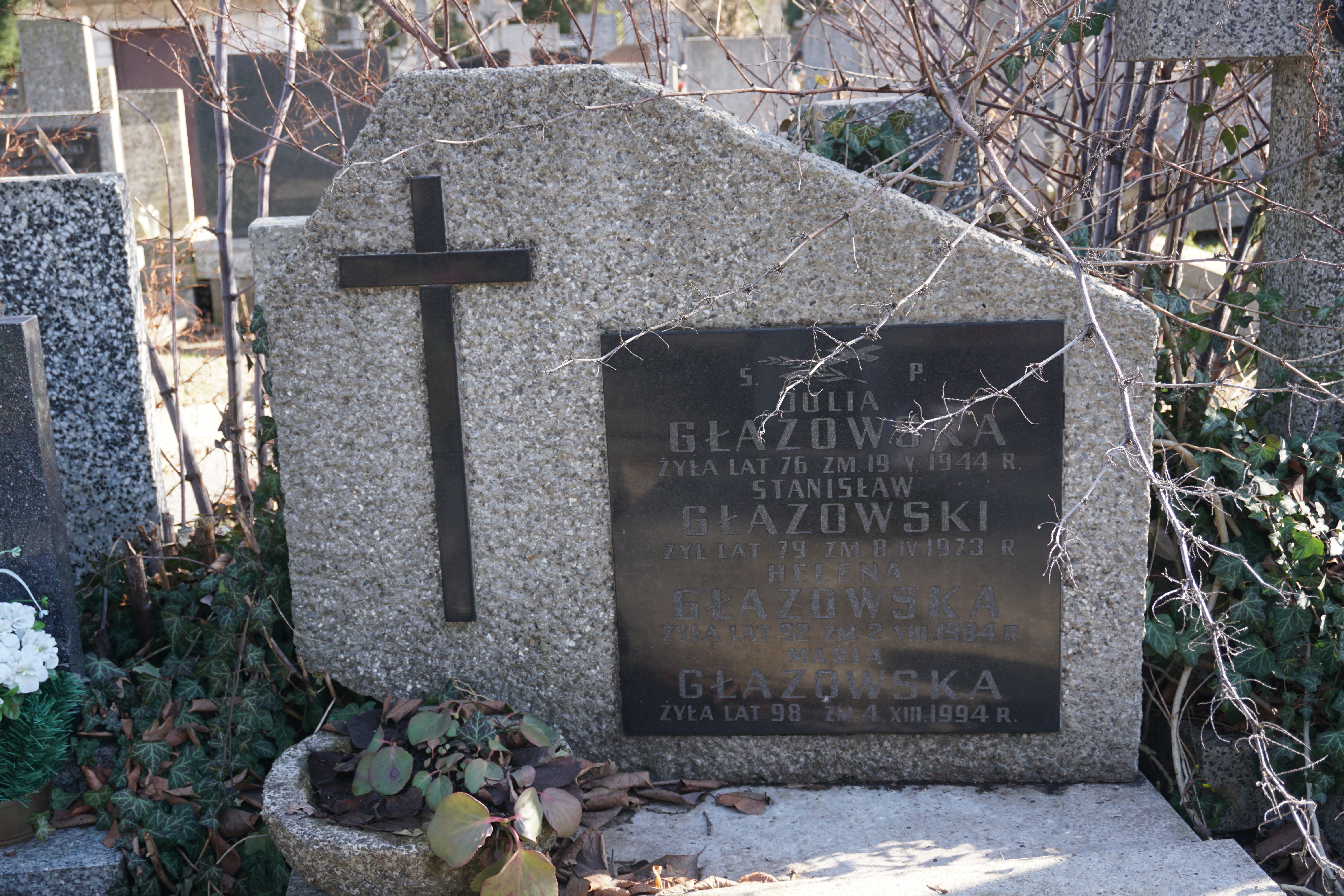
Grób Stanisława Głazowskiego na cmentarzu Bródnowskim

Stanisław Głazowski, ps. „Sokół” (ur. 14 kwietnia 1894 r., zm. w 1973 r.) – matematyk, legionista.

## Życiorys
Syn Bronisława i Józefy z Gorazdowskich. Członek „Strzelca” od początku formowania Legionów w Pierwszej Kompanii Kadrowej w 4 plutonie. Brał udział w całym jej szlaku bojowym. Od października 1916 roku przeniesiony do Polskiej Organizacji Wojskowej, gdzie służył do odzyskania niepodległości. Potem od listopada 1918 roku w Wojsku Polskim. Brał udział w wojnie z bolszewikami 1920. Po opuszczeniu wojska aż do wybuchu II wojny światowej był nauczycielem matematyki w Kuźnicy Białostockiej. Od roku 1932 pełnił funkcję dyrektora szkoły.
W okresie międzywojennym czynnie zajmował się harcerstwem i działalnością społeczną (m.in. „Strzelcem”, grupami zuchów, zrzeszeniami patriotycznymi) za co został odznaczony Złotym Krzyżem Zasługi. Był także głównym inicjatorem i sprawcą budowy na cmentarzu w Kuźnicy pomnika Żołnierzy Polskich poległych w 1920 roku w walkach nadniemeńskich z bolszewikami. Pomimo trzech okresów okupacji, dwóch sowieckich w 1939 i 1944 oraz niemieckiej pomnik ten przetrwał do dziś.
W czasie II wojny światowej wywieziony na Sybir powrócił do Polski dopiero po 33 latach tułaczki. Zmarł w szpitalu w Otwocku w 1973 roku i został pochowany w grobie rodzinnym na cmentarzu na Bródnie w Warszawie (kwatera 41D-4-6).

## Ordery i odznaczenia
- Krzyż Srebrny Orderu Virtuti Militari[potrzebny przypis]
- Krzyżem Niepodległości
- Złotym Krzyżem Zasługi
- Odznaka Pamiątkowa „Pierwszej Kadrowej”[1]